# Björn Thofelt
Björn Thofelt, född 12 juni 1935 i Stockholm, är en svensk före detta utövare av modern femkamp. Björn vann som 19-åring världsmästerskapen i modern femkamp i Budapest 1954, vilket var en stor sensation på den tiden. Han tävlade även vid OS i Melbourne 1956 och i Rom 1960. Han ingick i det svenska laget som 1960 placerade sig på 6:e plats.
Thofelt blev svensk mästare i modern femkamp 1957 och 1958.
Han är son till Sven Thofelt, som också var utövare av modern femkamp.